# Olympische Sommerspiele 2000/Leichtathletik – 400 m (Frauen)

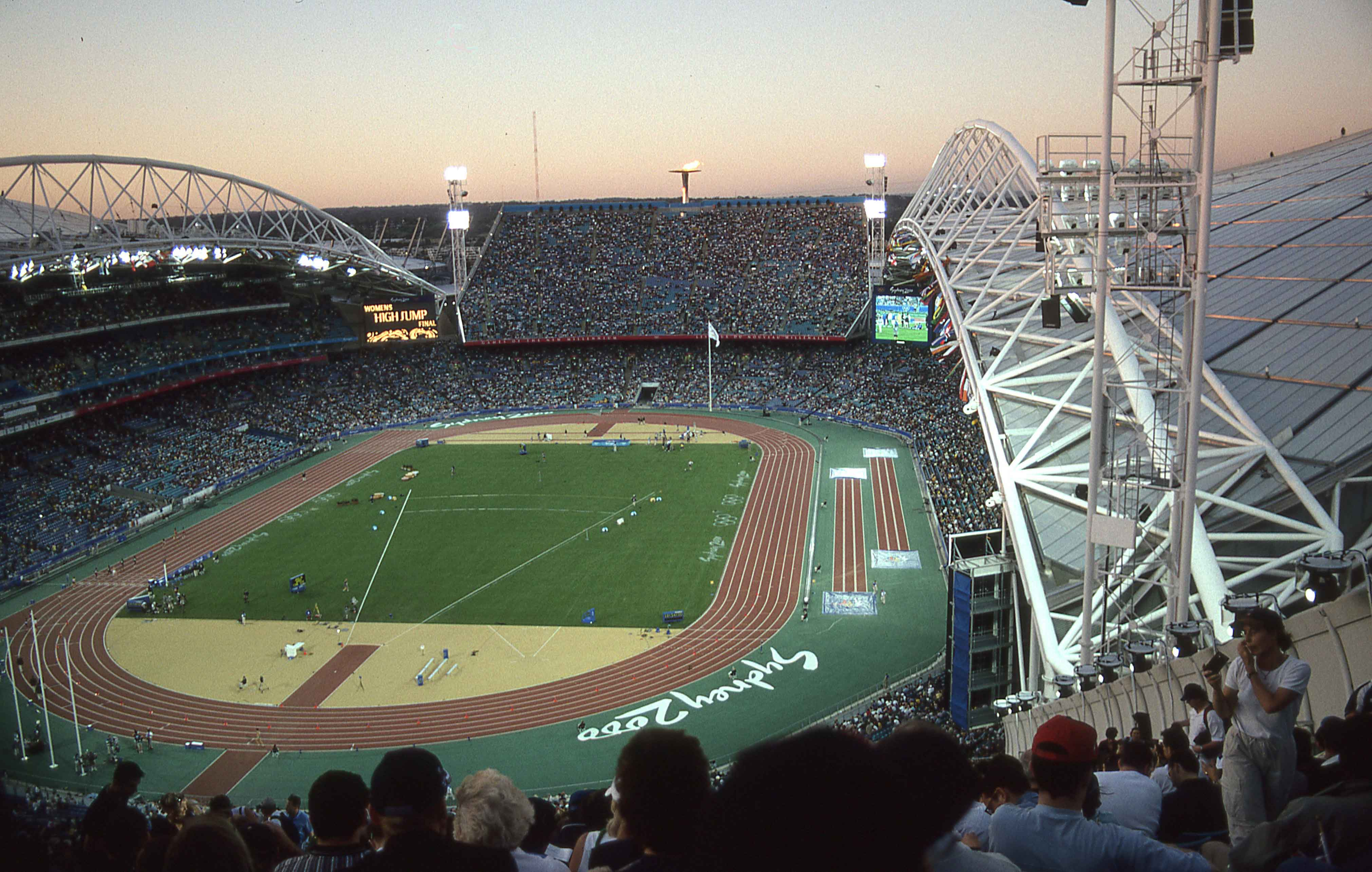
Das frühere ANZ Stadium von Sydney während der Olympischen Spiele 2000

Der 400-Meter-Lauf der Frauen bei den Olympischen Spielen 2000 in Sydney wurde am 22., 23., 24. und 25. September 2000 im Stadium Australia ausgetragen. 56 Athletinnen nahmen teil.
Olympiasiegerin wurde die Australierin Cathy Freeman. Sie gewann vor der Jamaikanerin Lorraine Fenton und Katharine Merry aus Großbritannien.
Athletinnen aus Deutschland, der Schweiz, Österreich und Liechtenstein nahmen nicht teil.

## Aktuelle Titelträgerinnen
| Olympiasiegerin 1996                      | Marie-José Pérec ( Frankreich)  | 48,25 s | Atlanta 1996    |
| Weltmeisterin 1999                        | Cathy Freeman ( Australien)     | 49,67 s | Sevilla 1999    |
| Europameisterin 1998                      | Grit Breuer ( Deutschland)      | 49,93 s | Budapest 1998   |
| Panamerikanische Meisterin 1999           | Ana Guevara ( Mexiko)           | 50,91 s | Winnipeg 1999   |
| Zentralamerika und Karibik-Meisterin 1999 | Vernetta Lesforis ( St. Lucia)  | 52,21 s | Bridgetown 1999 |
| Südamerika-Meisterin 1999                 | Norfalia Carabalí ( Kolumbien)  | 52,92 s | Bogotá 1999     |
| Asienmeisterin 2000                       | Damayanthi Dharsha ( Sri Lanka) | 51,05 s | Jakarta 2000    |
| Afrikameisterin 2000                      | Claudine Komgang ( Kamerun)     | 51,35 s | Algier 2000     |
| Ozeanienmeisterin 2000                    | Mary-Estelle Kapalu ( Vanuatu)  | 55,37 s | Adelaide 2000   |

## Rekorde

### Bestehende Rekorde
| Weltrekord         | 47,80 s | Marita Koch ( DDR)             | Canberra, Australien   | 6. Oktober 1985 |
| Olympischer Rekord | 48,25 s | Marie-José Pérec ( Frankreich) | Finale OS Atlanta, USA | 29. Juli 1996   |

Der bestehende olympische Rekord wurde bei diesen Spielen nicht erreicht. Die schnellste Zeit erzielte die australische Olympiasiegerin Cathy Freeman mit 49,11 s im Finale am 25. September. Den Olympiarekord verfehlte sie dabei um 86 Hundertstelsekunden. Zum Weltrekord fehlten ihr 1,31 Sekunden.

### Rekordverbesserung
Es wurde ein neuer Landesrekord aufgestellt:

50,05 s – Heide Seyerling (Südafrika), Finale am 25. September

## Doping
In diesem Wettbewerb kam es zu einem Dopingfall. Betroffen war die nachträglich disqualifizierte Russin Swetlana Pospelowa, die als Vierte ihres Vorlaufs ausschied.

## Vorrunde
Insgesamt wurden acht Vorläufe absolviert. Für das Viertelfinale qualifizierten sich pro Lauf die ersten drei Athletinnen. Darüber hinaus kamen die acht Zeitschnellsten, die sogenannten Lucky Loser, weiter. Die direkt qualifizierten Läuferinnen sind hellblau, die Lucky Loser hellgrün unterlegt.
Anmerkung: Alle Zeitangaben sind auf Ortszeit Sydney (UTC+10) bezogen.

### Vorlauf 1
22. September 2000, 19:24 Uhr
| Platz | Name              | Nation      | Zeit (s) |
| ----- | ----------------- | ----------- | -------- |
| 1     | LaTasha Colander  | USA         | 51,75    |
| 2     | Mireille Nguimgo  | Kamerun     | 51,88    |
| 3     | Heide Seyerling   | Südafrika   | 51,92    |
| 4     | Foy Williams      | Kanada      | 52,94    |
| 5     | Christine Amertil | Bahamas     | 53,12    |
| 6     | Oksana Lunewa     | Kirgisistan | 54,98    |
| 7     | Hazel-Ann Regis   | Grenada     | 55,11    |

### Vorlauf 2
22. September 2000, 19:30 Uhr
| Platz | Name                | Nation     | Zeit (s) |
| ----- | ------------------- | ---------- | -------- |
| 1     | Charity Opara       | Nigeria    | 51,77    |
| 2     | Natalja Nasarowa    | Russland   | 52,05    |
| 3     | Damayanthi Darsha   | Sri Lanka  | 52,13    |
| 4     | Kaltouma Nadjina    | Tschad     | 52,34    |
| 5     | Lee Naylor          | Australien | 53,10    |
| 6     | Swetlana Bodrizkaja | Kasachstan | 53,91    |
| 7     | Lilian Bwalya       | Sambia     | 54,77    |
| 8     | Maritza Figueroa    | Nicaragua  | 58,82    |

### Vorlauf 3
22. September 2000, 19:36 Uhr
| Platz | Name                 | Nation    | Zeit (s) |
| ----- | -------------------- | --------- | -------- |
| 1     | Amy Mbacké Thiam     | Senegal   | 51,79    |
| 2     | Ana Guevara          | Mexiko    | 52,34    |
| 3     | Otilia Ruicu         | Rumänien  | 52,65    |
| 4     | Karen Shinkins       | Irland    | 53,27    |
| 5     | Norma González       | Kolumbien | 53,34    |
| 6     | Safia Abukar Hussein | Somalia   | 73,25    |

### Vorlauf 4
22. September 2000, 19:24 Uhr
Norfalia Carabalí, die 1999 für Kolumbien startend Südamerikameisterin geworden war, nahm im Jahr 2000 die spanische Staatsbürgerschaft an und startete seitdem für Spanien.
| Platz | Name               | Nation     | Zeit (s) |
| ----- | ------------------ | ---------- | -------- |
| 1     | Cathy Freeman      | Australien | 51,63    |
| 2     | Monique Hennagan   | USA        | 51,73    |
| 3     | Claudine Komgang   | Kamerun    | 51,74    |
| 4     | Norfalia Carabalí  | Spanien    | 52,36    |
| 5     | Olena Rurak        | Ukraine    | 53,45    |
| 6     | Kristina Perica    | Kroatien   | 53,72    |
| 7     | Awatef Ben Hassine | Tunesien   | 54,50    |

### Vorlauf 5
22. September 2000, 19:48 Uhr
Die für den Lauf gemeldete französische Olympiasiegerin von 1996 Marie-José Pérec trat nicht an. Sie war vorzeitig abgereist, da sie sich von der australischen Presse belästigt und verfolgt fühlte. Hintergrund war hier auch die besondere Bedeutung dieses Wettbewerbs für die Australier aufgrund der Favoritenposition der heimischen Doppelweltmeisterin Cathy Freeman und eine von den Medien hochstilisierte Rivalität zu Marie-José Pérec.
| Platz | Name             | Nation         | Zeit (s) |
| ----- | ---------------- | -------------- | -------- |
| 1     | Katharine Merry  | Großbritannien | 51,61    |
| 2     | Sandie Richards  | Jamaika        | 51,86    |
| 3     | Nova Peris       | Australien     | 52,51    |
| 4     | Hana Benešová    | Tschechien     | 52,85    |
| 5     | Aliann Pompey    | Guyana         | 53,09    |
| 6     | Verneta Lesforis | St. Lucia      | 54,67    |
| 7     | Klodiana Shala   | Albanien       | 56,41    |
| DNS   | Marie-José Pérec | Frankreich     |          |

### Vorlauf 6
22. September 2000, 19:54 Uhr
| Platz | Name                     | Nation         | Zeit (s) |
| ----- | ------------------------ | -------------- | -------- |
| 1     | Jitka Burianová          | Tschechien     | 51,59    |
| 2     | Olabisi Afolabi          | Nigeria        | 51,62    |
| 3     | Lorraine Fenton          | Jamaika        | 51,65    |
| 4     | Allison Curbishley       | Großbritannien | 52,20    |
| 5     | Barbara Petráhn          | Ungarn         | 52,86    |
| 6     | Tonique Williams-Darling | Bahamas        | 53,43    |
| 7     | Marcia Daniel            | Dominica       | 58,20    |
| 8     | Haissa Ali Garba         | Niger          | 67,49    |

### Vorlauf 7
22. September 2000, 20:00 Uhr
| Platz | Name                     | Nation                  | Zeit (s) |
| ----- | ------------------------ | ----------------------- | -------- |
| 1     | Kalayathumkuzhi Beenamol | Indien                  | 51,51    |
| 2     | Olga Kotljarowa          | Russland                | 51,99    |
| 3     | Žana Minina              | Litauen                 | 52,38    |
| 4     | Michelle Collins         | USA                     | 53,66    |
| 5     | Tanya Oxley              | Barbados                | 54,22    |
| 6     | Daniela Georgiewa        | Bulgarien               | 54,46    |
| 7     | Dijana Kojić             | Bosnien und Herzegowina | 55,61    |
| 8     | Awmima Mohamed           | Sudan                   | 62,94    |

### Vorlauf 8

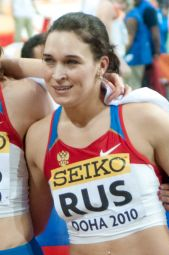
Swetlana Pospelowa – zunächst als Vierte ausgeschieden – erwies sich später als gedopt und wurde disqualifiziert

22. September 2000, 20:06 Uhr
| Platz | Name                    | Nation          | Zeit (s) |
| ----- | ----------------------- | --------------- | -------- |
| 1     | LaDonna Antoine-Watkins | Kanada          | 51,78    |
| 2     | Falilat Ogunkoya        | Nigeria         | 51,88    |
| 3     | Donna Fraser            | Großbritannien  | 52,33    |
| 4     | Elena Piskunowa         | Usbekistan      | 55,40    |
| 5     | Ann Mooney              | Papua-Neuguinea | 55,55    |
| DOP   | Swetlana Pospelowa      | Russland        | 53,34    |
| DNS   | Brigita Langerholc      | Slowenien       |          |

## Viertelfinale
In den vier Viertelfinalläufen qualifizierten sich pro Lauf die ersten vier Athletinnen für das Halbfinale (hellblau unterlegt).

### Lauf 1

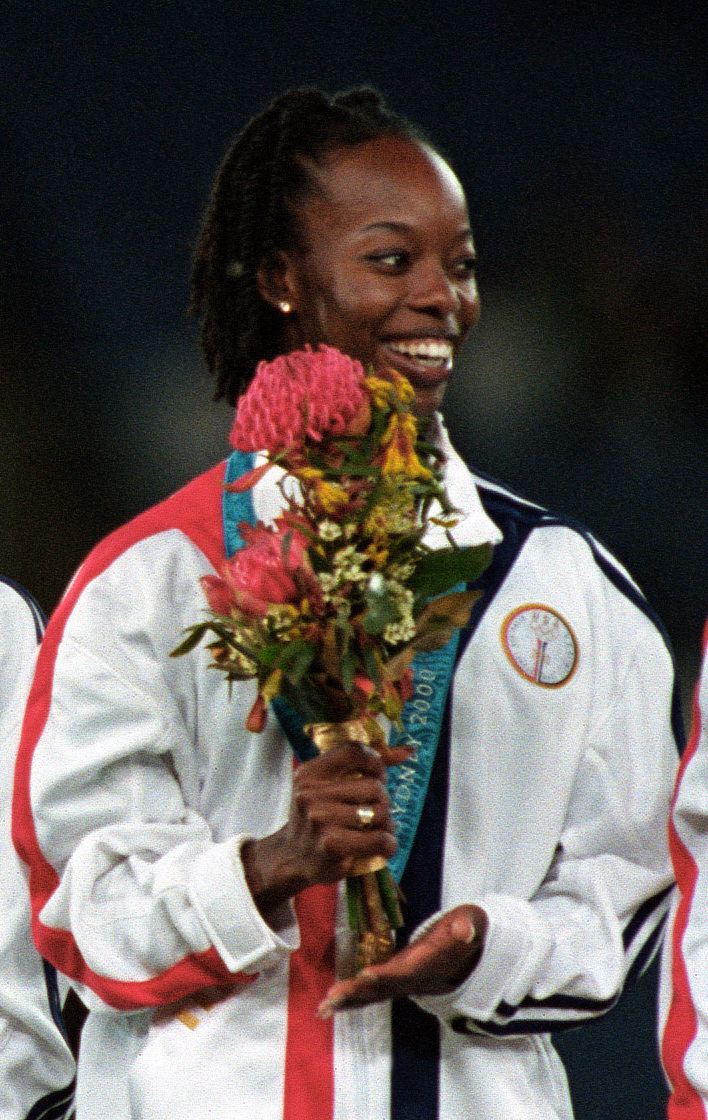
Monique Hennagan – ausgeschieden als Sechste des ersten Viertelfinals

23. September 2000, 19:30 Uhr
| Platz | Name                    | Nation     | Zeit (s) |
| ----- | ----------------------- | ---------- | -------- |
| 1     | Jitka Burianová         | Tschechien | 50,85    |
| 2     | LaDonna Antoine-Watkins | Kanada     | 50,92    |
| 3     | Nova Peris              | Australien | 51,28    |
| 4     | Natalja Nasarowa        | Russland   | 51,44    |
| 5     | Claudine Komgang        | Kamerun    | 51,57    |
| 6     | Monique Hennagan        | USA        | 51,85    |
| 7     | Kaltouma Nadjina        | Tschad     | 52,60    |
| 8     | Aliann Pompey           | Guyana     | 53,42    |

### Lauf 2

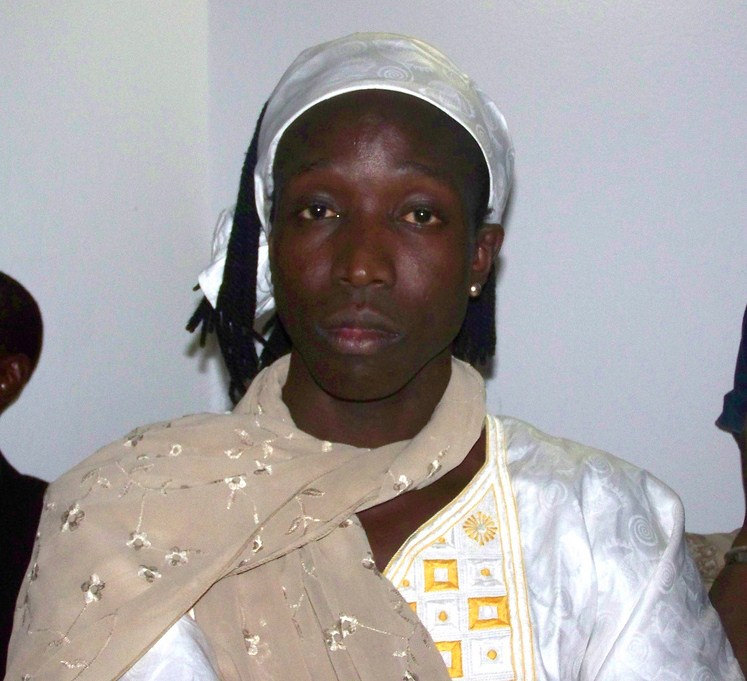
Amy Mbacké Thiam – ausgeschieden als Siebte des zweiten Halbfinals

23. September 2000, 19:37 Uhr
| Platz | Name              | Nation         | Zeit (s) |
| ----- | ----------------- | -------------- | -------- |
| 1     | Katharine Merry   | Großbritannien | 50,50    |
| 2     | Heide Seyerling   | Südafrika      | 50,87    |
| 3     | Olga Kotljarowa   | Russland       | 50,97    |
| 4     | Sandie Richards   | Jamaika        | 51,00    |
| 5     | Charity Opara     | Nigeria        | 51,04    |
| 6     | Žana Minina       | Litauen        | 52,53    |
| 7     | Norfalia Carabalí | Spanien        | 52,63    |
| 8     | Foy Williams      | Kanada         | 52,68    |

### Lauf 3
23. September 2000, 19:44 Uhr
| Platz | Name                     | Nation         | Zeit (s) |
| ----- | ------------------------ | -------------- | -------- |
| 1     | Lorraine Fenton          | Jamaika        | 50,66    |
| 2     | Ana Guevara              | Mexiko         | 51,19    |
| 3     | Amy Mbacké Thiam         | Senegal        | 51,64    |
| 4     | Kalayathumkuzhi Beenamol | Indien         | 51,81    |
| 5     | Olabisi Afolabi          | Nigeria        | 51,87    |
| 6     | Otilia Ruicu             | Rumänien       | 52,28    |
| 7     | Allison Curbishley       | Großbritannien | 52,50    |
| 8     | Lee Naylor               | Australien     | 53,83    |

### Lauf 4

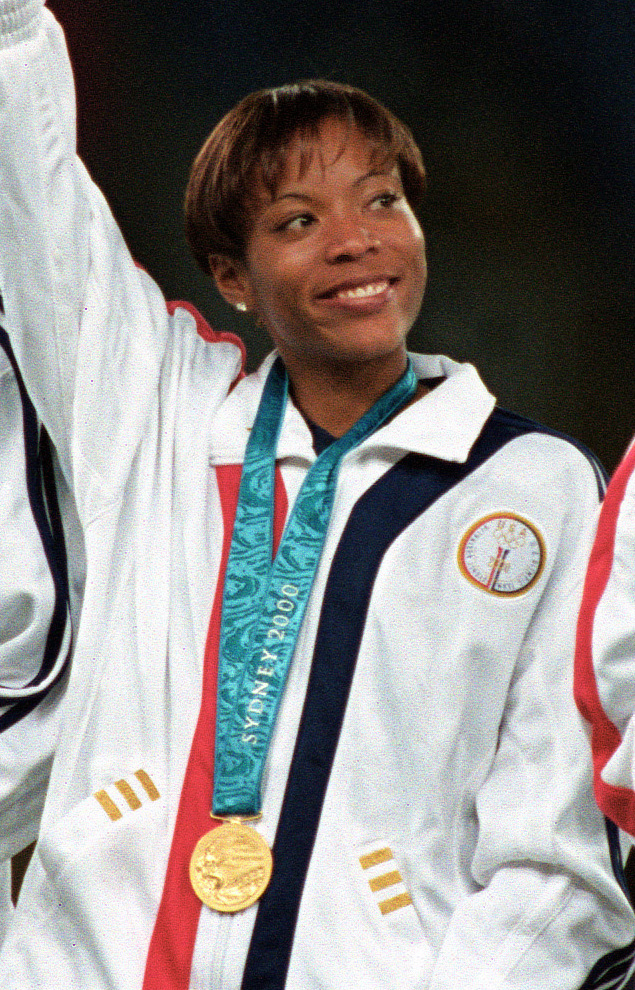
LaTasha Colander – ausgeschieden als Fünfte des vierten Viertelfinals

23. September 2000, 19:51 Uhr
| Platz | Name              | Nation         | Zeit (s) |
| ----- | ----------------- | -------------- | -------- |
| 1     | Cathy Freeman     | Australien     | 50,31    |
| 2     | Falilat Ogunkoya  | Nigeria        | 50,49    |
| 3     | Donna Fraser      | Großbritannien | 50,77    |
| 4     | Mireille Nguimgo  | Kamerun        | 51,08    |
| 5     | LaTasha Colander  | USA            | 53,45    |
| 6     | Damayanthi Darsha | Sri Lanka      | 52,35    |
| 7     | Hana Benešová     | Tschechien     | 52,70    |
| 8     | Barbara Petráhn   | Ungarn         | 52,72    |

## Halbfinale
Für das Finale qualifizierten sich in den beiden Läufen die jeweils ersten vier Läuferinnen (hellblau unterlegt).

### Lauf 1

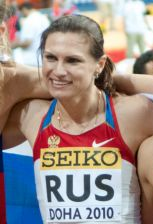
Natalja Nasarowa – ausgeschieden als Sechste des ersten Halbfinals
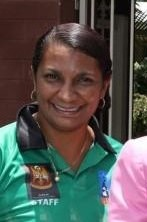
Nova Peris (im Jahr 2012) scheiterte als Achte des ersten Halbfinals

24. September 2000, 20:00 Uhr
| Platz | Name                    | Nation         | Zeit (s) |
| ----- | ----------------------- | -------------- | -------- |
| 1     | Lorraine Fenton         | Jamaika        | 50,28    |
| 2     | Katharine Merry         | Großbritannien | 50,32    |
| 3     | Heide Seyerling         | Südafrika      | 51,06    |
| 4     | Olga Kotljarowa         | Russland       | 51,21    |
| 5     | LaDonna Antoine-Watkins | Kanada         | 51,26    |
| 6     | Natalja Nasarowa        | Russland       | 51,83    |
| 7     | Mireille Nguimgo        | Kamerun        | 52,03    |
| 8     | Nova Peris              | Australien     | 52,49    |

### Lauf 2
24. September 2000, 20:07 Uhr
| Platz | Name                     | Nation         | Zeit (s) |
| ----- | ------------------------ | -------------- | -------- |
| 1     | Cathy Freeman            | Australien     | 50,01    |
| 2     | Ana Guevara              | Mexiko         | 50,11    |
| 3     | Falilat Ogunkoya         | Nigeria        | 50,18    |
| 4     | Donna Fraser             | Großbritannien | 50,21    |
| 5     | Sandie Richards          | Jamaika        | 50,42    |
| 6     | Jitka Burianová          | Tschechien     | 51,15    |
| 7     | Amy Mbacké Thiam         | Senegal        | 51,60    |
| 8     | Kalayathumkuzhi Beenamol | Indien         | 52,04    |

## Finale
25. September 2000, 20:10 Uhr
| Platz | Name             | Nation         | Zeit (s) | Anmerkung |
| ----- | ---------------- | -------------- | -------- | --------- |
| 1     | Cathy Freeman    | Australien     | 49,11    |           |
| 2     | Lorraine Fenton  | Jamaika        | 49,58    |           |
| 3     | Katharine Merry  | Großbritannien | 49,72    |           |
| 4     | Donna Fraser     | Großbritannien | 49,79    |           |
| 5     | Ana Guevara      | Mexiko         | 49,96    |           |
| 6     | Heide Seyerling  | Südafrika      | 50,05    | NR        |
| 7     | Falilat Ogunkoya | Nigeria        | 50,12    |           |
| 8     | Olga Kotljarowa  | Russland       | 51,04    |           |

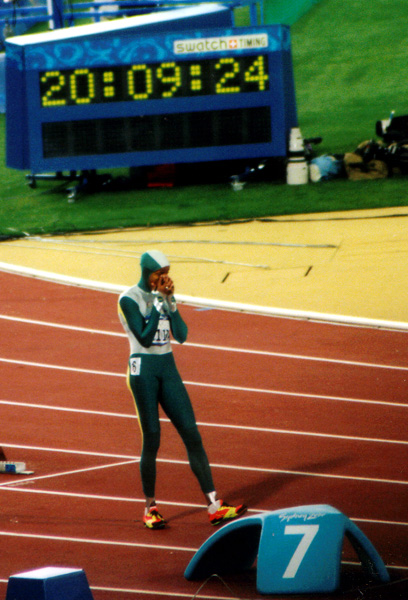
Olympiasiegerin Cathy Freeman
kurz vor dem Start des Finales

Für das Finale hatten sich zwei Athletinnen aus Großbritannien sowie je eine Läuferin aus Australien, Jamaika, Mexiko, Nigeria, Russland und Südafrika qualifiziert.
Als Favoritin galt die australische Weltmeisterin von 1999 und 1997 Cathy Freeman, die dem Druck einer großen Erwartungshaltung ihrer Landsleute gegenüberstand. Ihr ausgemachtes Ziel war der Olympiasieg. Eine besondere Rolle spielte sie darüber hinaus als Wortführerin für die Emanzipation der australischen Ureinwohner, zu denen auch ihre Vorfahren gehörten, so wie sie selber auch. Aber sie hatte starke Gegnerinnen, zu denen vor allem die jamaikanische WM-Dritte Lorraine Fenton – bis 1999 unter ihrem Namen Lorraine Graham startend, die WM-Vierte Falilat Ogunkoya aus Nigeria und die britische WM-Fünfte Katharine Merry.
Das Rennen war eng und es wurde Freeman nicht leicht gemacht. Ausgangs der Zielkurve lag sie an dritter Stelle mit knappem Abstand zu der führenden Fenton und der an dieser Stelle zweitplatzierten Merry. Fünfzig Meter vor dem Ziel lagen Freeman und Fenton gleichauf. Cathy Freeman hatte das klar beste Stehvermögen und holte sich die Goldmedaille mit 47 Hundertstelsekunden vor Lorraine Fenton. Katharine Merry hielt ihren dritten Platz vierzehn Hundertstelsekunden hinter Fenton und gewann so die Bronzemedaille mit knappen sieben Hundertstelsekunden vor ihrer Landsfrau Donna Fraser. Auch die auf Platz fünf ins Ziel gelaufene Mexikanerin Ana Guevara blieb mit 49,96 s unter der 50-Sekunden-Marke.
Lorraine Fenton war die erste jamaikanische Medaillengewinnerin in dieser Disziplin.

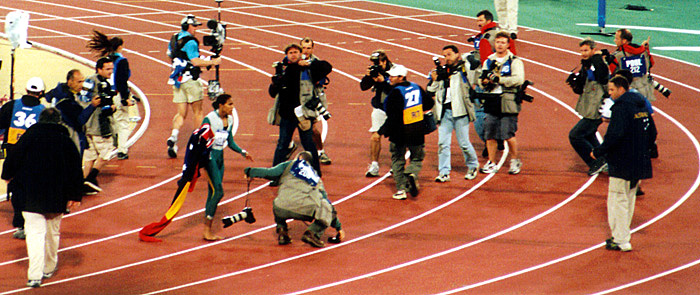
Olympiasiegerin Cathy Freedom stellte sich nach ihrem Erfolg dem Medienrummel
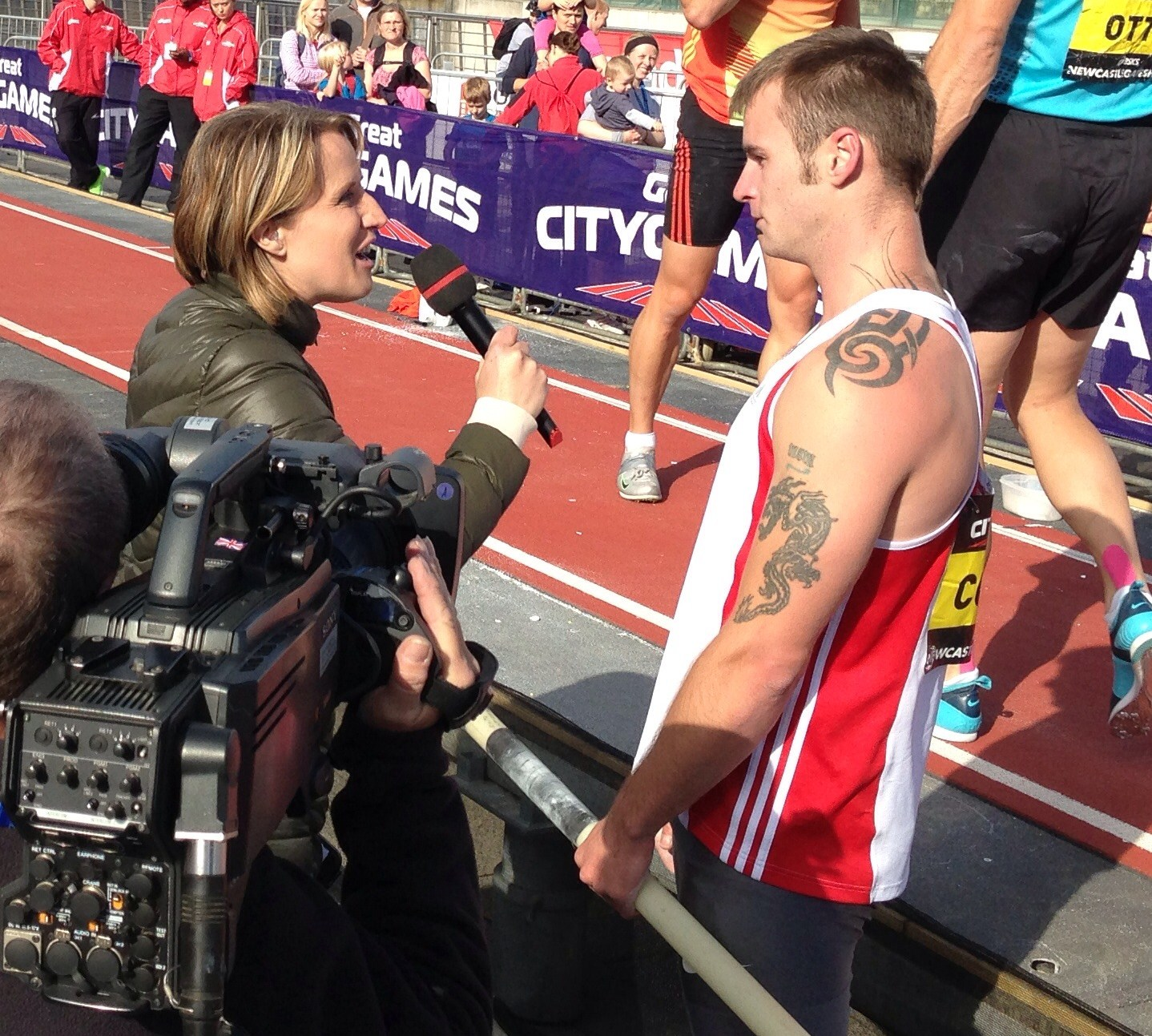
Die Olympiadritte Katharine Merry nach Beendigung ihrer Karriere bei einem Interview im Jahr 2013
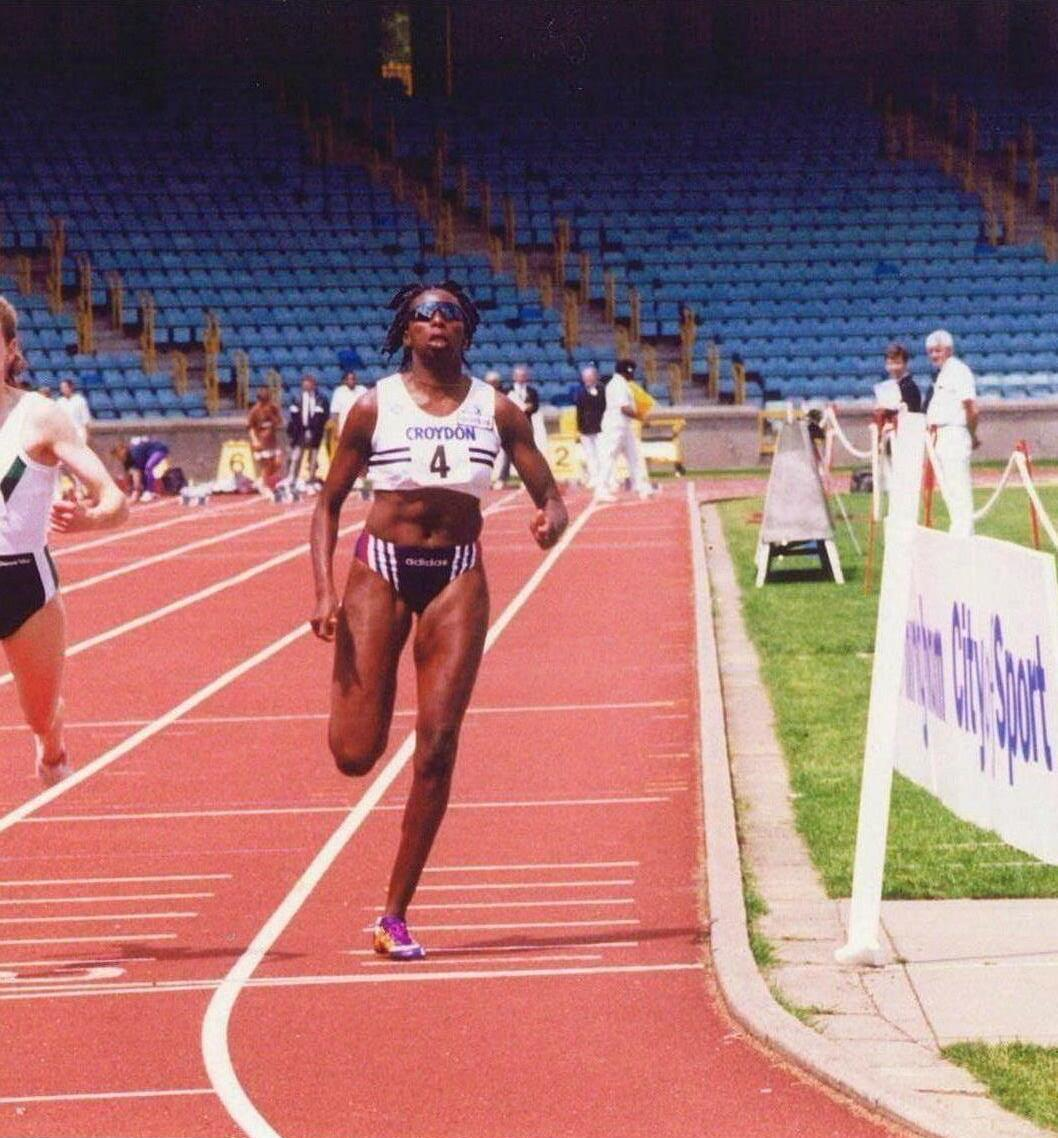
Die Olympiavierte Donna Fraser
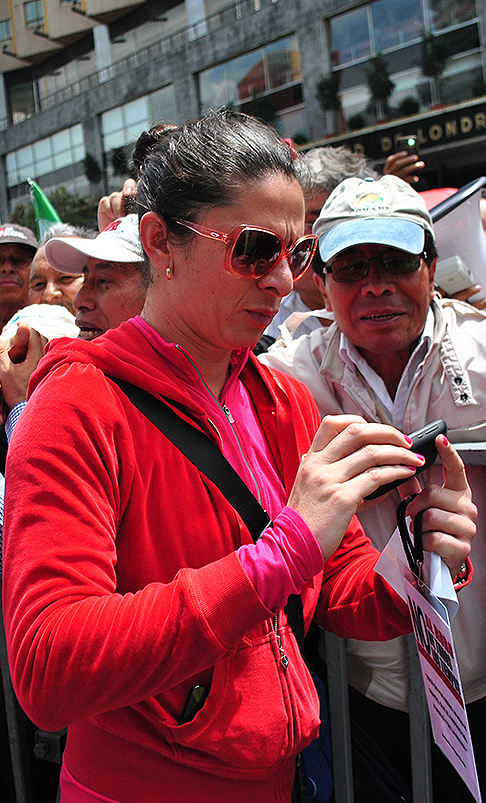
Ana Guevara kam auf den fünften Platz

## Videolinks
- Cathy Freeman wins 400m gold - On This Day September 25, youtube.com, abgerufen am 4. Februar 2022
- Sydney 2000 - Women's 400m Final - Cathy Freeman - Olympic Games, youtube.com, abgerufen am 4. Februar 2022